# Loïc Lambert
Loïc Lambert (Le Mans, 25 ottobre 1966) è un allenatore di calcio ed ex calciatore francese, di ruolo centrocampista.